# Ian Goodfellow
Ian J. Goodfellow (sinh 1985 hoặc 1986) là một nhà nghiên cứu về học máy, hiện tại làm cho Apple Inc. 
với vai trò giám đốc học máy ở Special Projects Group. Anh từng là nhà nghiên cứu khoa học tại Google Brain. Goodfellow đã có một số đóng góp cho lĩnh vực học sâu.